# Dematiocladium celtidis
Dematiocladium celtidis är en svampart som beskrevs av Allegr., Aramb., Cazau & Crous 2005. Dematiocladium celtidis ingår i släktet Dematiocladium och familjen Nectriaceae.   Inga underarter finns listade i Catalogue of Life.